# Nova Marilândia
Nova Marilândia is een gemeente in de Braziliaanse deelstaat Mato Grosso. De gemeente telt 2.345 inwoners (schatting 2009).